# 99pro media
Die 99pro media GmbH ist eine TV-Produktionsfirma mit Sitz in Leipzig. Die Firma ist eine 100-prozentige Tochter der 99pro group GmbH, deren alleiniger Gesellschafter bis Juli 2020 Bernd Schumacher war. Am 16. Juli 2020 übernahm RTL Studios, eine Tochtergesellschaft der RTL Group 99pro.
99pro entwickelt und produziert Doku-Soap-Formate, Reportagen und Dokumentationen für das Privatfernsehen und für öffentlich-rechtliche Sender. Für die vierstündige Doku „Asternweg – Eine Straße ohne Ausweg“ erhielt die Firma 2016 den Deutschen Fernsehpreis in der Kategorie „beste Reportage / Dokumentation“. Das mittelständische Unternehmen beschäftigt 100 fest angestellte Mitarbeiter.

## Entwicklung
Im Jahr 2000 gründete Fernsehjournalist Bernd Schumacher die 99pro media gmbh in Leipzig. Zunächst gelangen der Leipziger Crew Insel-Formatierungen in Magazinsendungen, u. a. die Reihe „Drei Leben“ und die Rubrik „Blauer Freitag“, die im Rahmen des ProSieben – Mittagsmagazins SAM erfolgreich waren.

### Erste Formate
Ihre erste Doku-Soap „Die Teenie–Mama“ drehte 99pro 2003 in 12 Folgen für den Sender ProSieben. 2005 entwickelte und produzierte Bernd Schumacher die Doku-Soap „We are family“, die täglich ausgestrahlt wurde. Der Neustart des Formats wurde zum erfolgreichsten der ProSieben–Daytime der letzten fünf Jahre. Eine Doppelfolge der Reihe wurde 2006 für den Grimme-Preis nominiert.
2006 entwickelte 99pro media die 6-teilige Doku-Soap „Prima Klima“ für den WDR, die 2007 als Serie in der ARD ausgestrahlt wurde. Von 2008 bis 2013 produzierte die Firma das VOX-Format „Auf und davon“, das den Aufbruch junger Menschen in die Welt zeigte.

### Daniela Katzenberger und Goodbye Deutschland
Bei „Auf und davon“ trat Daniela Katzenberger 2009 erstmals in Erscheinung. Die junge Frau aus Ludwigshafen reiste nach Los Angeles, um sich für den amerikanischen Playboy zu bewerben. 99pro produzierte bis 2014 75 Sendungen in sieben Staffeln mit Daniela Katzenberger. Dafür wurde die Firma mit dem internationalen Lima-Award als „VIP Brand des Jahres“ ausgezeichnet.
Seit 2011 gehört 99pro zu den Produzenten des Auswanderer-Formats „Goodbye Deutschland“.

### Deutscher Fernsehpreis für den „Asternweg“ und die Folgen
Vom Sommer 2014 bis zum Frühjahr 2016 erstellte 99pro eine Langzeitdokumentation über Menschen in einem sozialen Brennpunkt in Kaiserslautern, dem so genannten „Kalkofen“. Die TV-Premiere „Asternweg – Eine Straße ohne Ausweg“ lief im April 2015 in der VOX-Reihe „Die große Samstags-Dokumentation“. Die vierstündige Doku erreichte 8,0 % der Zuschauer in der Zielgruppe der 14–49-Jährigen und wurde mit dem Deutschen Fernsehpreis 2016 ausgezeichnet. Damit erhielt erstmals eine Produktion aus dem Privatfernsehen den Deutschen Fernsehpreis in der Kategorie „beste Reportage/Dokumentation“. Die Ausstrahlung der zweiten vierstündigen Dokumentation mit dem Titel „Asternweg – ein Jahr danach“ erreichte im April 2016 12,8 % Marktanteil in der Zielgruppe der 14–49-Jährigen – das war bis dahin der Bestwert auf diesem Dokumentations-Sendeplatz.
Seit 2016 dreht die 99pro media Reportagen für das ZDF und für ZDFinfo, außerdem einzelne Folgen der „SAT.1 Reportage“. 2017 produzierte die Firma im Auftrag von VOX eine vierstündige Doku zur Bundestagswahl mit dem Titel „Wir wählen. 6 Familien und ihre Parteien.“

### Zwischen Tüll und Tränen und aktuelle Entwicklungen
Im Februar 2016 brachte die 99pro 10 Folgen eines Formats auf Sendung, das Brautberater in Verkaufssituationen zeigt. „Zwischen Tüll und Tränen“ ist seit dem August 2016 fester Programmbaustein der VOX-Daytime und läuft täglich um 17.00 Uhr.
„Kleine Helden – ganz groß“  startete auf dem Sender RTL II im Herbst 2017. Das Format zeigt Kinder und Jugendliche, die mit einem schweren Handicap umgehen oder um ihr Leben kämpfen müssen. Die Docu-Soap erzählt das Leben der Protagonisten aus ihrer eigenen Sicht. Ein Facebook-Kanal und ein Instagram-Account, den die Betroffenen selbst gestalten, gehören zum Programmangebot. Die Serie geht 2019 in die 2. Staffel.
Im Auftrag von VOX und in Koproduktion mit EndemolShine realisierte die 99pro die zweite Staffel des israelischen Formats „6 Mütter“ (Ausstrahlung: Dezember 2017).
Ab 2018 verstärkte die 99pro media die Vermarktung eigener Formatlizenzen als Grundlage serieller Doku-Formate, die sie selbst produziert. Dazu zählen: „einfach hairlich“  (RTL II, ab April 2018), „jung, weiblich, Boss“ (RTL II, ab August 2018) und „2 Familien 2 Welten“ (RTL, ab August 2018).

## Auszeichnungen
- 2007 Grimme-Preis Nominierung für „We are Family“ – Doppelfolge: Mama ist ein Schmetterling
- 2011 Nominierung der Sendung „Goodbye Deutschland“ (VOX) für den Deutschen Fernsehpreis in der Kategorie: Bestes Docutainment
- 2011 Lima-Award für die Marke „Daniela Katzenberger“ als VIP-Brand des Jahres
- 2011 Nominierung des TV-Formats und der Marke „Daniela Katzenberger“ für den kress-Award in der Kategorie: Marken-Transformation
- 2011 Quotenmeter-Fernsehpreis für die Serie „Daniela Katzenberger – natürlich blond“ in der Kategorie: Beste Reality-Show
- 2016 Deutscher Fernsehpreis für die VOX-Doku „Asternweg – Eine Straße ohne Ausweg“ in der Kategorie „Beste Reportage/Dokumentation“